# 정복 (옷)

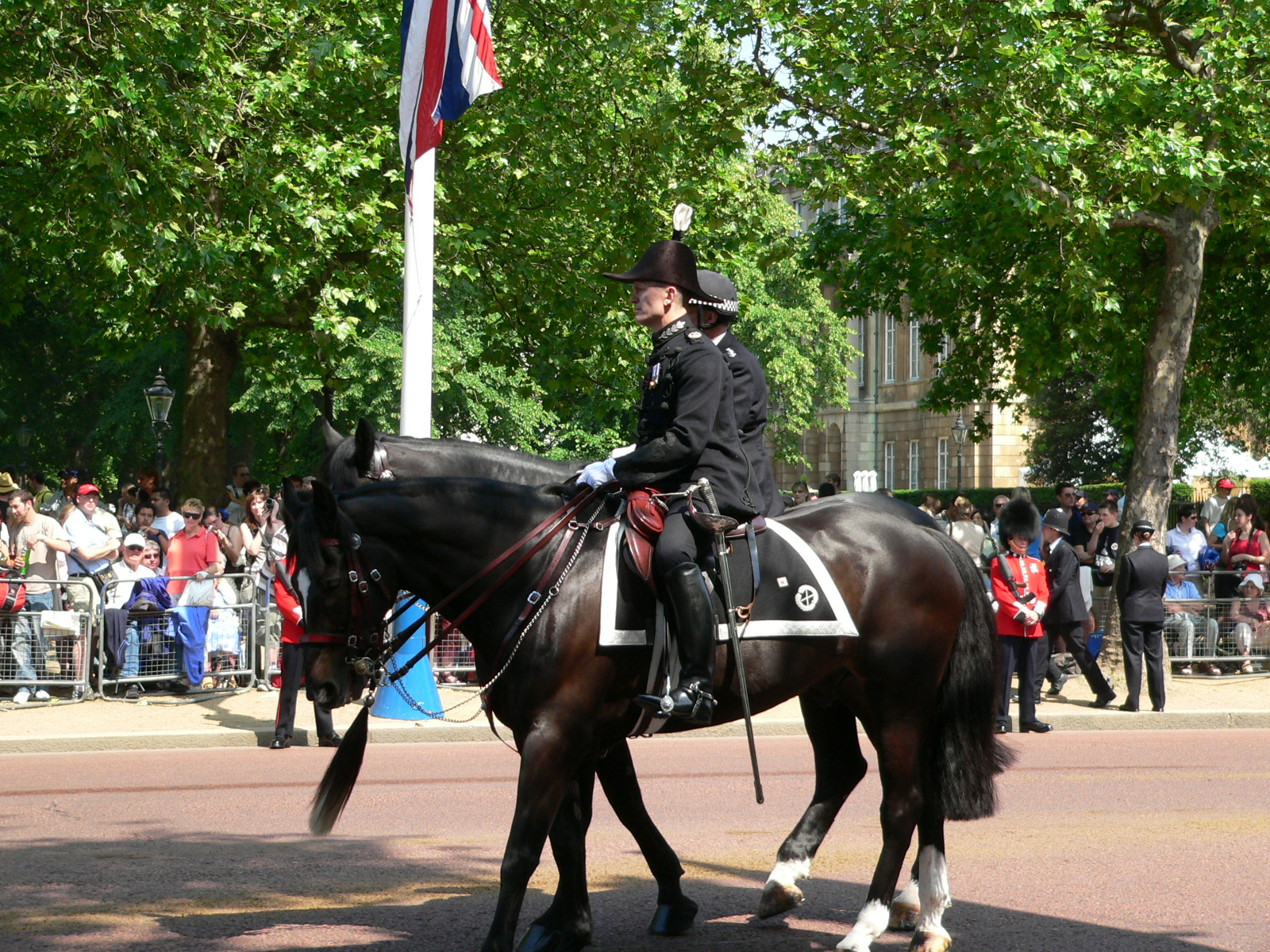
개구리 단추를 단 튜닉, 이각모와 도검을 포함한 정복을 입은 영국 광역경찰청 경찰관 (2006년)

정복(正服, 영어: full dress uniform, ceremonial dress uniform, parade dress uniform)은 열병식, 결혼식, 장례식 등 공식 행사 및 상황에서 입는 군복이다. 훈장 혹은 메달을 함께 부착하기도 하며, 정복은 민간에서 입는 모닝 드레스 등의 슈트(정장)를 대체할 수 있다.
정복 디자인은 군사 연대별이나 육군, 해군, 공군, 해병대 등 군종별로 다를 수 있다. 제1차 세계 대전 이전에는 대부분 군대에서 현재 근무복 및 전투복보다 더 다채롭고 정교한 군복을 입었다.

## 나라별 정복

### 러시아

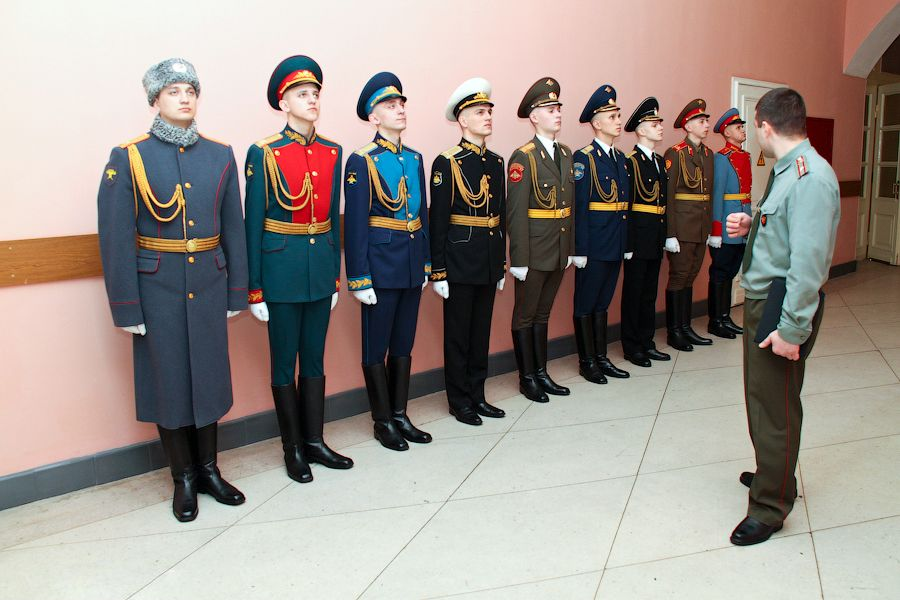
다양한 러시아 정복들

러시아 연방군 정복은 소련군에서 이어져왔으며 시대를 따라 변화했다.

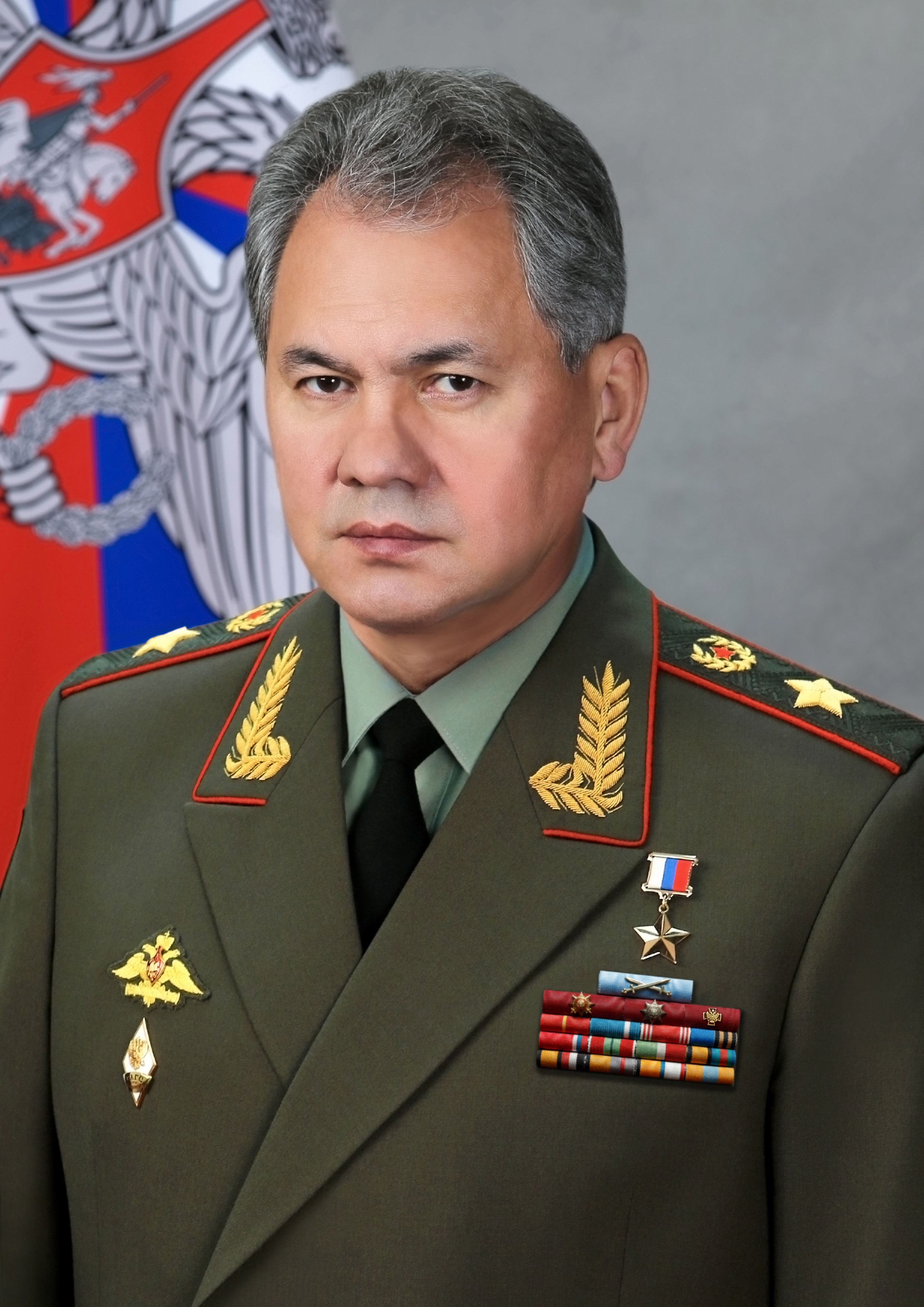
일반 정복
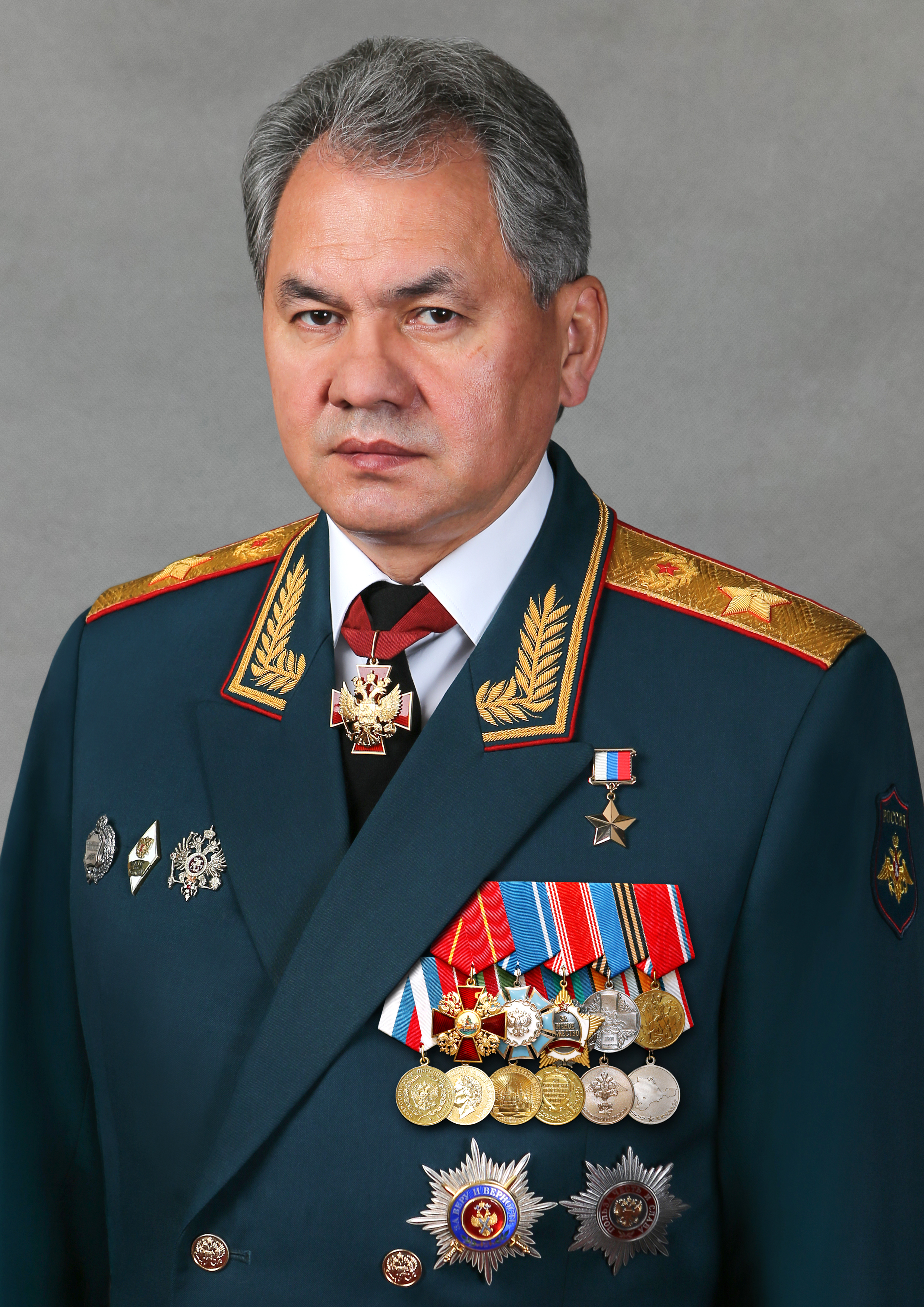
행진용 정복
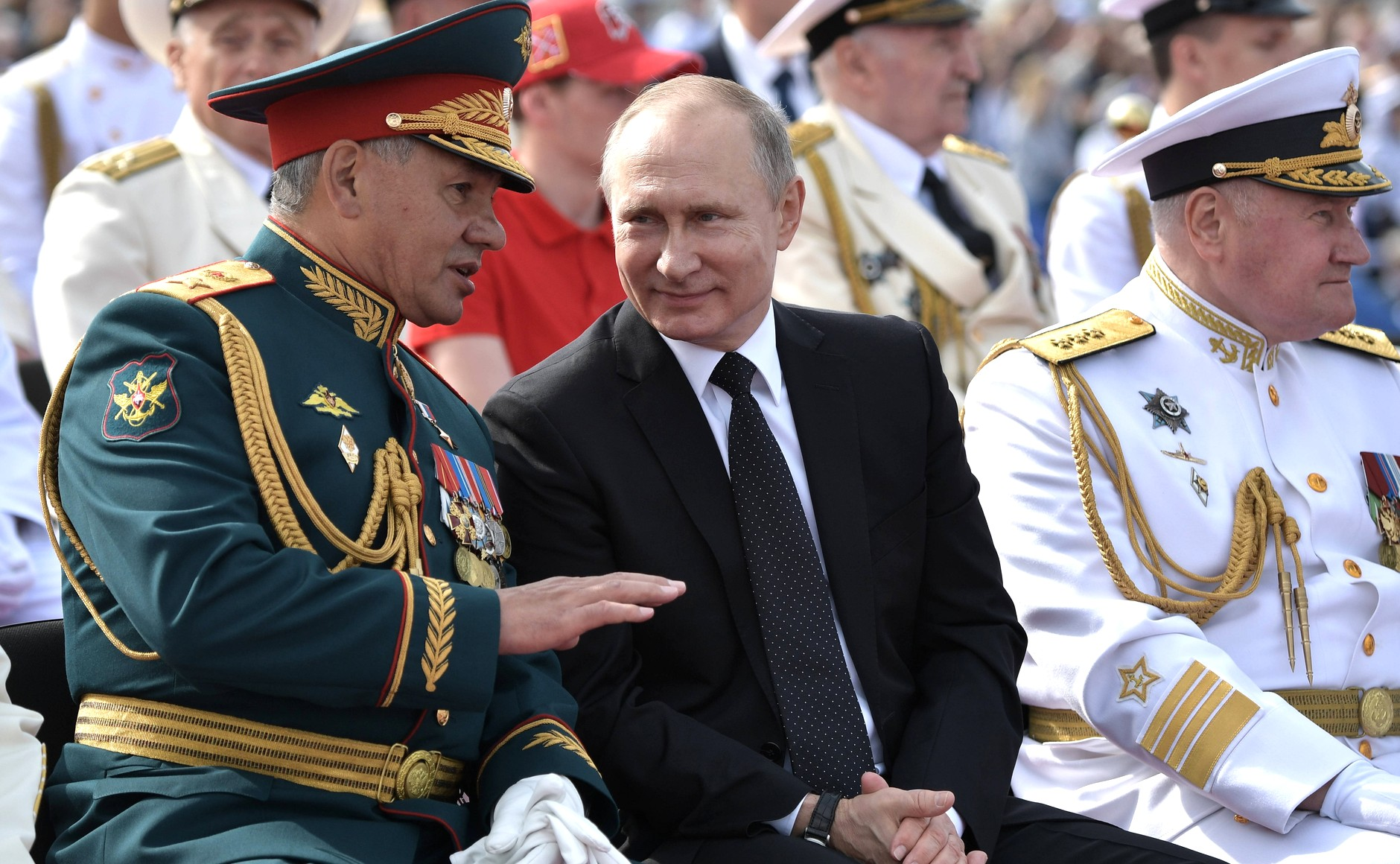
2017년 이후 현행 행진용 정복
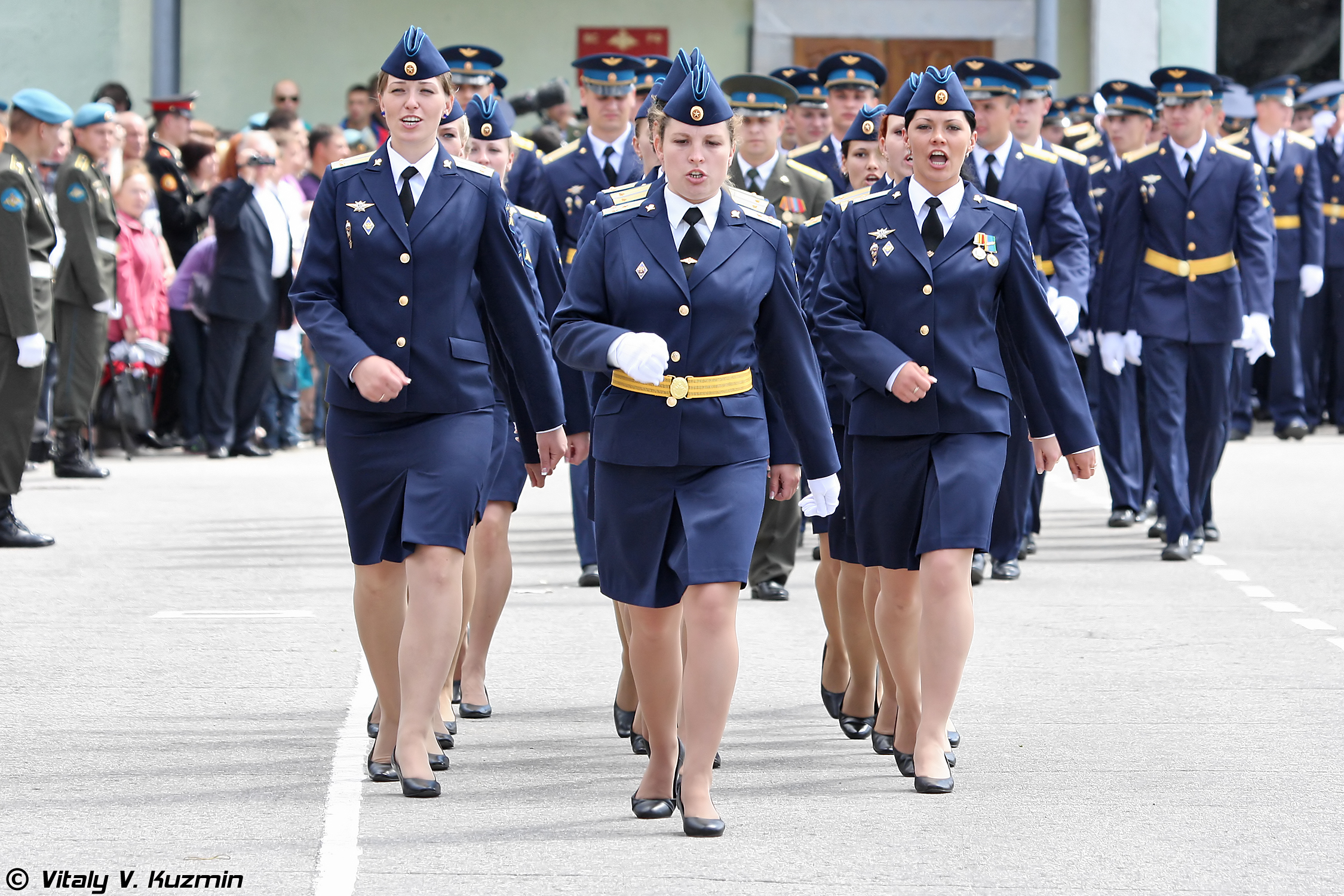
러시아 랴잔 육군 고급공수지휘학교 여군

## 같이 보기
- 군복
- 전투복